# Halle Open 1996
L'Halle Open 1996 è stato un torneo di tennis giocato sull'erba.
È stata la 4ª edizione dell'Halle Open, che fa parte della categoria ATP World Series nell'ambito dell'ATP Tour 1996.
Si è giocato al Gerry Weber Stadion di Halle in Germania, dal 17 al 23 giugno 1996.

## Campioni

### Singolare
Nicklas Kulti ha battuto in finale  Evgenij Kafel'nikov con il punteggio di 6–7, 6–3, 6–4

### Doppio
Byron Black /  Grant Connell hanno battuto in finale  Evgenij Kafel'nikov /  Daniel Vacek con il punteggio di 6–1, 7–5